# パルノグラフィティ
『パルノグラフィティ』は、板垣巴留による日本の漫画作品。『Kiss』（講談社）にて、2019年11月号から2020年8月号まで連載された。『コミックDAYS』でも『Kiss』で毎号3本立てで掲載されている連載が、毎週第1・2・3木曜日に1話ずつおっかけ連載された。
自伝的ショートエッセイで、三人姉妹の末っ子だった作者の視点から普段女ばかりの家庭環境だった中で母や長女や次女との過ごし方、週刊連載の合間に仕事場に帰ってくる父との出来事、家に遊びに来てくれた母方の祖父との思い出などが主に綴られている。

## 書誌情報
- 板垣巴留 『パルノグラフィティ』 講談社〈ワイドKC〉、2020年8月6日発売[1][3]、ISBN 978-4-06-520605-8